# Carl Gordon
Rufus Carl Gordon jr. (Goochland, 20 januari 1932 – Jetersville, 22 juli 2010) was een Amerikaans acteur.
Gordon, die onder andere metaalarbeider en magazijnbediende was geweest, nam op een gegeven moment deel aan een workshop over theater en film van Gene Frankel en na talrijke audities kon hij op Broadway spelen.
Gorden was op Broadway te zien in onder andere de productie Ain't Supposed to Die a Natural Death (1971), een musical van Melvin Van Peebles, en in Ma Rainey's Black Bottom (2003) met Charles S. Dutton en Whoopi Goldberg.
In 1984 was Gordon te zien in de film The Brother from Another Planet van John Sayles. In 1990 speelde hij de rol van Doaker in The Piano Lesson van August Wilson. Ook deed hij mee in een aantal afleveringen van ER en Law & Order.
Het meest bekend werd Gordon met de televisiereeks Roc over een Afro-Amerikaanse familie uit Baltimore. De serie liep van 1991 tot 1994 en Gordon speelde er de rol van de vader van de titelfiguur Roc. Hij vestigde hiermee naam als de zwarte Archie Bunker. Gordon overleed op 78-jarige leeftijd aan de gevolgen van de Ziekte van Hodgkin.